# چشم‌آبی گینه نو
چشم‌آبی گینه نو (نام علمی: Pseudomugil novaeguineae) نام یک گونه از سرده ماهی‌های چشم‌آبی است.